# 伊斯 (马恩省)
伊斯（法語：Isse，法語發音：[is]）是法国马恩省的一个市镇，位于该省中部，属于香槟沙隆区。

## 地理
伊斯（49°3'58"N, 4°12'18"E）面积10.81 平方千米，位于法国大東部大區马恩省，该省份为法国东北部内陆省份，北起阿登省，西北接埃纳省，西南接塞纳-马恩省，南至奥布省，东南接上马恩省，东临默兹省。
与伊斯接壤的市镇（或旧市镇、城区）包括：艾尼、昂博奈、马恩河畔孔代、沃德芒日。

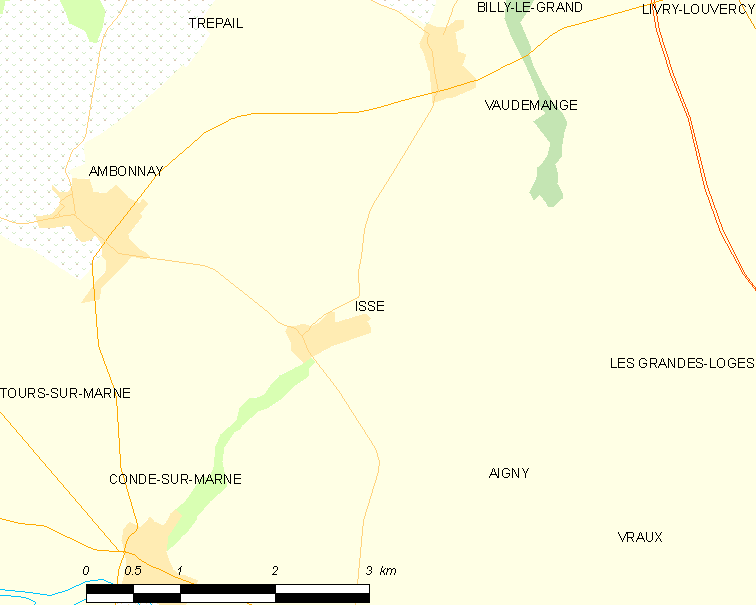
的OSM定位图

伊斯的时区为UTC+01:00、UTC+02:00（夏令时）。

## 行政
伊斯的邮政编码为51150，INSEE市镇编码为51301。

## 政治
伊斯所属的省级选区为香槟沙隆第二县。

## 人口

1962-2008年间人口变化图示

伊斯于2022年1月1日时的人口数量为109人。